# Karel Beníško
Karel Beníško (14. prosince 1908 Praha – 16. června 1975 Praha) byl český herec a dramatik.

## Život
Pocházel z umělecké rodiny. Jeho otcem byl operní pěvec Karel Beníško (1874-1943), matkou byla  herečka Otýlie Beníšková (1882-1967). V letech 1930 až 1932 studoval na pražské Akademii výtvarných umění (studium nedokončil). Následoval svojí matku do Bratislavy, kde oba v letech 1932 až 1936 hráli ve Slovenském národním divadle, v letech 1937 až 1942 hrál ve Vinohradském divadle. Začátkem 40. let 20. století vystupoval spolu s manželkou Světlou Amortovou v pražském Moderním divadle. Zapojil se do protinacistického odoje a byl vězněn. Z nacistického vězení se vrátil s podlomeným zdravím, krátce působil v Městském divadle v Plzni a pak až do konce 50. let 20. století pracoval pro rozhlas. Poté působil v Městských divadlech pražských. Byl také dramatikem, psal divadelní a rozhlasové hry, používal pseudonym Karel Tomášek.
Jeho manželkou byla herečka Světla Amortová.

### Působení  ve filmu
Jeho prvním  filmem, ve kterém účinkoval, byl film Trhani (1936). Dále hrál mj. ve filmech Láska a lidé (1937), Boží mlýny (1938), Počestné paní pardubické (role šafáře) (1944), Slasti otce vlasti (role biskupa Jana) (1969) 